# Maracaibo-tó
A Maracaibo-tó nagy sósvizű tó Venezuela észak-nyugati részén. Dél-Amerika legnagyobb és a Föld egyik legrégibb (több mint 20 millió éves) tava.
Számos folyó ömlik bele, közülük a legnagyobb a Catatumbo. Északi oldalán 55 kilométer hosszú csatorna köti össze a Venezuelai-öböllel (Karib-tenger), amelynek vízfelületével azonos magasságon helyezkedik el. A tóba a csatornán keresztül az óceánjáró hajók is eljutnak.
A tó a Maracaibo és Cabimas kikötőit használó hajók fontos útvonala. A környező Maracaibo-medence nagy olajtartalékokkal rendelkezik, Venezuela fő jövedelmi forrását biztosítva.
A tó kijáratát átívelő, 8,7 kilométer hosszú Rafael Urdaneta-híd Dél-Amerika egyik leghosszabb hídja.[forrás?]